# Salvatore Natoli
Pour les articles homonymes, voir Natoli.
Salvatore Natoli, né le 18 septembre 1942 à Patti, est un philosophe et universitaire italien.

## Biographie
Il est diplômé en philosophie de l'Université catholique de Milan, où il a passé les années au Collège Augustinianum. Il a enseigné la logique à la Faculté des lettres et philosophie de l'Université Ca 'Foscari de Venise et la philosophie de la politique à la Faculté des sciences politiques de l'Université de Milan.
Il a longtemps été professeur titulaire de philosophie théorique à la Faculté des sciences de l'éducation de l'Université de Milan-Bicocca.

## Publications
- Soggetto e fondamento. Studi su Aristotele e Cartesio, Padova, Antenore, 1979 (nuova edizione Milano, Feltrinelli, 2010.  (ISBN 978-88-07-72211-0).
- La scienza e la critica del linguaggio (a cura di), Venezia, Marsilio, 1980.
- Ermeneutica e genealogia. Filosofia e metodo in Nietzsche, Heidegger, Foucault, Milano, Feltrinelli, 1981.
- L'esperienza del dolore. Le forme del patire nella cultura occidentale, Milano, Feltrinelli, 1986.  (ISBN 88-07-08045-1).
- Giovanni Gentile filosofo europeo, Torino, Bollati Boringhieri, 1989.  (ISBN 88-339-0499-7).
- Vita buona vita felice. Scritti di etica e politica, Milano, Feltrinelli, 1990.  (ISBN 88-07-10128-9).
- Teatro filosofico. Gli scenari del sapere tra linguaggio e storia, Milano, Feltrinelli, 1991.  (ISBN 88-07-10139-4).
- L'incessante meraviglia. Filosofia, espressione, verità, Milano, Lanfranchi, 1993.  (ISBN 88-363-0035-9).
- La felicità. Saggio di teoria degli affetti, Milano, Feltrinelli, 1994.  (ISBN 88-07-10172-6).
- I nuovi pagani, Milano, Il Saggiatore, 1995.  (ISBN 88-428-0251-4).
- Dizionario dei vizi e delle virtù, Milano, Feltrinelli, 1996.  (ISBN 88-07-81404-8).
- La politica e il dolore (con Leonardo Verga), Roma, EL, 1996.  (ISBN 88-7910-717-8).
- Soggetto e fondamento. Il sapere dell'origine e la scientificità della filosofia, Milano, Bruno Mondadori, 1996.  (ISBN 88-424-9417-8).
- Delle cose ultime e penultime. Un dialogo (con Bruno Forte), Milano, Mondadori, 1997.  (ISBN 88-04-43386-8).
- Dialogo su Leopardi. Natura, poesia, filosofia (con Antonio Prete), Milano, Bruno Mondadori, 1998.  (ISBN 88-424-9454-2).
- Progresso e catastrofe: dinamiche della modernità, Milano, Marinotti, 1999.  (ISBN 88-8273-016-6).
- Dio e il divino. Confronto con il cristianesimo, Brescia, Morcelliana, 1999.  (ISBN 88-372-1730-7).
- La politica e la virtù (con Luigi Franco Pizzolato), Roma, Lavoro, 1999.  (ISBN 88-7910-859-X).
- La felicità di questa vita. Esperienza del mondo e stagioni dell'esistenza, Milano, Mondadori, 2000.  (ISBN 88-04-46655-3).
- L'attimo fuggente o della felicità, Roma, Edup, 2001.  (ISBN 88-8421-026-7).
- Stare al mondo. Escursioni nel tempo presente, Milano, Feltrinelli, 2002.  (ISBN 88-07-17062-0).
- Il cristianesimo di un non credente, Magnano, Qiqajon, 2002.  (ISBN 88-8227-125-0).
- Libertà e destino nella tragedia greca, Brescia, Morcelliana, 2002.  (ISBN 88-372-1883-4).
- Stare al mondo. Escursioni nel tempo presente, Milano, Feltrinelli, 2002.  (ISBN 88-07-17062-0).
- Parole della filosofia o dell’arte di meditare, Milano, Feltrinelli, 2004  (ISBN 88-07-10365-6).
- La verità in gioco. Scritti su Foucault, Milano, Feltrinelli, 2005. (ISBN 88-07-81839-6).
- Guida alla formazione del carattere, Brescia, Morcelliana, 2006.  (ISBN 88-372-2093-6).
- Sul male assoluto. Nichilismo e idoli nel Novecento, Brescia, Morcelliana, 2006.  (ISBN 88-372-2163-0).
- I dilemmi della speranza: un dialogo (con Nichi Vendola), Molfetta, La meridiana, 2006.  (ISBN 88-89197-91-9).
- La salvezza senza fede, Milano, Feltrinelli, 2007.  (ISBN 978-88-07-81948-3).
- La mia filosofia: Forme del mondo e saggezza del vivere, Pisa, Ets, 2007.  (ISBN 978-88-467-1913-3).
- L'attimo fuggente e la stabilità del bene, (contiene la Lettera a Meneceo sulla felicità di Epicuro), Roma, Edup, 2007.  (ISBN 978-88-8421-182-8).
- Edipo e Giobbe. Contraddizione e paradosso, Brescia, Morcelliana, 2008.  (ISBN 978-88-372-2285-7).
- Dialogo sui novissimi (con Francesco Brancato), Troina, Città Aperta, 2009.  (ISBN 978-88-8137-397-0).
- Il crollo del mondo. Apocalisse ed escatologia, Brescia, Morcelliana, 2009.  (ISBN 978-88-372-2353-3).
- L'edificazione di sé. Istruzioni sulla vita interiore, Roma-Bari, Laterza, 2010.  (ISBN 978-88-420-9389-3).
- Il buon uso del mondo. Agire nell'età del rischio, Milano, Mondadori, 2010.  (ISBN 978-88-04-59696-7).
- Figure d'Occidente. Platone, Nietzsche e Heidegger (con Massimo Donà e Carlo Sini, introduzione di Erasmo Silvio Storace), Milano, AlboVersorio, 2011.  (ISBN 88-89130-76-8).
- Eros e Philia, Milano, AlboVersorio, 2011.  (ISBN 978-88-89130-94-0).
- Nietzsche e il teatro della filosofia, Milano, Feltrinelli, 2011.  (ISBN 978-88-07-72291-2).
- Le parole ultime. Dialogo sui problemi del «fine vita» (con Ivan Cavicchi, Piero Coda e altri), Bari, Dedalo, 2011.  (ISBN 978-88-220-6317-5).
- I comandamenti. Non ti farai idolo né immagine, Bologna, Il mulino, 2011.  (ISBN 978-88-15-15045-5).
- Le verità del corpo, Milano, AlboVersorio, 2012.  (ISBN 978-88-97553-11-3).
- Sperare oggi (con Franco Mosconi), Trento, Il margine, 2012.  (ISBN 978-88-6089-096-2).